# Captive's Island
Pour plus de détails, voir Fiche technique et Distribution.
Captive's Island (処刑の島, Shokei no shima) est un film japonais réalisé par Masahiro Shinoda, sorti en 1966.

## Synopsis
Un jeune homme revient sur l'île où il a été prisonnier d'une maison de redressement lorsqu'il était enfant, pour qu'il ne puisse pas révéler l'identité des membres de la police militaire qui ont tué ses parents. Depuis 20 ans, il prévoit de se venger du persécuteur sadique qui l'avait torturé. Il rencontre la fille du tortionnaire, qui lui explique que son père a changé sa façon d'agir. Il décide alors de changer ses plans...

## Fiche technique
- Titre : Captive's Island
- Titre original : 処刑の島 (Shokei no shima?)
- Réalisation : Masahiro Shinoda
- Scénario : Shintarō Ishihara, d'après un roman de Taijun Takeda
- Photographie : Tatsuo Suzuki
- Montage : Masahiro Shinoda
- Production : Shintarō Ishihara, Tsuyoshi Yoneyama et Masayuki Nakajima[1]
- Société de production : Nissei gekijō puro (日生劇場プロ?)[1]
- Musique : Tōru Takemitsu
- Pays d'origine : Japon
- Langue originale : japonais
- Format : noir et blanc - 2,35:1 - son mono - 35 mm
- Genre : drame
- Durée : 87 minutes (métrage : 8 bobines - 2369 m[1])
- Date de sortie :
  - 2 juillet 1966 (Japon)[1]

## Distribution
- Akira Nitta : Saburo
- Rentarō Mikuni : Daigoku
- Shima Iwashita : Aya
- Hosei Komatsu
- Kei Satō
- Kinzō Shin
- Taiji Tonoyama